# Штиф, Гельмут
Гельмут Штиф (нем. Hellmuth Stieff; 6 июня 1901, Дойч-Эйлау — 8 августа 1944, Плётцензее) — немецкий генерал-майор, начальник оргуправления главного командования сухопутных войск, участник заговора против Гитлера.

## Биография
Родился 6 июня 1901 года в Дойч-Эйлау (ныне Илава), Западная Пруссия. Его отец, Вальтер, служил старшим лейтенантом в 35-м полку полевой артиллерии, а мать, Энни Краузе, происходила из семьи юристов, проживавшей в Мекленбурге и Ганновере. В 1907 году отца перевели в Грауденц; там Штиф посещал подготовительную школу. Обратил на себя внимание сообразительностью и ловкостью. К этому добавлялось стремление быть лучше других. Его поведение часто неверно истолковывалось, хотя он никогда не был честолюбцем. В июле 1918 года он получил аттестат об окончании средней школы и поступил добровольцем в 71-й полк полевой артиллерии. После окончания Первой мировой войны остался в армии.
В 1934 году получил звание капитана. После службы офицером генерального штаба в 21-й дивизии в Эльбинге и командиром батареи осенью 1938 года был переведен в оперативный отдел Генерального штаба, где возглавил подгруппу II а.
Через две недели после того, как Штиф приступил к своим обязанностям, он был глубоко потрясен ноябрьским погромом 1938 года, вошедшим в историю как «Хрустальная ночь», и в присутствии сестры гневно воскликнул: «Мне стыдно быть немцем!» 9 ноября комендант дома, в котором он жил, пытался издеваться над соседями-евреями. Но Штифу удалось предотвратить это.
В 1939 году, через два месяца после начала польской кампании, Штиф увидел «руины Варшавы», а также узнал об убийствах поляков и расстреле многих евреев, совершенных подразделениями СС. Это потрясло его до глубины души и привело к краху его мира и его ценностей. Он всегда так гордился Германией, но теперь понял, что отечества, которому он раньше служил, больше не существует. Это был поворотный момент в его жизни. Теперь он столкнулся с той стороной режима, которую не хотел видеть раньше.
О намерении Гитлера напасть на Советский Союз Штиф узнал в августе 1940 года. Он был против этой кампании по военным соображениям, но поддерживал конфронтацию с большевизмом, переняв нацистскую формулировку «войны мировоззрений». В августе 1941 года он писал, «что пришло время устранить эту опасность, угрожавшую всей Европе». Однако уже в первую зиму войны против Советского Союза года ему пришлось отказаться от этой мысли. Поначалу успехи трех групп армий превзошли все ожидания. Они быстро продвинулись вглубь Советского Союза, но генштабист Штиф вскоре осознал риски этих операций и все более критически комментировал кампанию, которая отнюдь не была блицкригом: «Гитлер ведет Германию к несчастью!» Это утверждение он повторял все чаще, чем дольше был свидетелем операции «Барбаросса» в оперативном управлении Верховного командования сухопутных войск. После встреч с Хойзингером, своим начальником, он часто приходил к своим сотрудникам, физически и морально измученный, и говорил: «Вот что теперь приказал преступник [Гитлер]!» Или: «Гитлер — могильщик немецкого народа!» В письмах к жене он описывал диктатора как «сошедшего с ума плебея» и как истинного «дьявола в человеческом обличии». Он давно хотел на фронт, потому что атмосфера в штабе Верховного командования сухопутных войск стала ему противна. В конце сентября 1941 года он был переведен первым офицером Генерального штаба 4-й армии. Эта армия была ударной армией на Москву, а через несколько дней, 2 октября, началось наступление, которое завершилось полным. Штиф полностью избавился от иллюзий.
Снова и снова он пишет о «кровавом дилетантизме» Гитлера. Целый континент «попал под воздействие преступной воли и болезненного честолюбия сумасшедшего». Несколько недель спустя: «Я исполняю свой долг без всякой страсти! Потому что, если ты одновременно чувствуешь и последнее, ты уже не человек, а кусок животного!" Теперь Штиф стал наемником без отечества. В августе 1942 года он был готов к сопротивлению: «Но… если кто-то страдает манией величия и больше не слушает советов, то он явно извращен. (...) Ибо всякое послушание имеет определенные пределы. И у меня есть все намерения оставаться на стороне здравомыслия».
В конце октября 1942 года Штиф в звании полковника был назначен на должность начальника организационного отдела в генеральном штабе сухопутных войск. Однако после перевода в Берлин он все еще колебался, хотя уже давно не чувствовал себя связанным присягой. В его представлении клятва означала взаимную связь и обязательство, и сам диктатор давно ее нарушил.
В конце февраля 1943 года Штиф был впервые призван принять участие в покушении на Гитлера. Возможно, это сделал его друг Хеннинг фон Тресков, в то время первый офицер генерального штаба группы армий «Центр». 28 февраля Штиф присутствовал на оружейном совещании в Берлине. Он спросил жену: «Кто тебе больше нравится, англичане или русские?» – «Однозначно англичане». – «И я так думаю», – ответил Штиф. В этот период он, вероятно, также установил заговорщические связи с генерал-майором Эдуардом Вагнером, который с августа 1940 года был генерал-квартирмейстером сухопутных войск, а также с генералом Эрихом Фельгибелем, начальником связи вермахта. В августе 1943 года он принял окончательное решение присоединиться к оппозиции. Я считаю, что мое мнение, к которому я пришел в последние дни, является правильным, а именно, что нельзя уклоняться ни от какой ответственности, которую требует от тебя судьба. (...) И мне должно быть стыдно за свою собственную карьеру, если я не выполню свой истинный долг в тот момент, когда это необходимо». За этим признанием последовала оговорка: «Я себя при этом не запятнаю, тут ты можешь быть спокойной», — написал он жене. Он никогда не проявлял инициативу, постоянно колебался и все долго взвешивал.
После того как 1 октября 1943 года Штауффенберг стал начальником штаба Общевойскового управления Верховного командования сухопутных войск, он приступил к планированию государственного переворота. Вопрос заключался в том, кто из офицеров сможет получить доступ к совещаниям у Гитлера. Штауффенберг подумал о Штифе, который, однако, не принимал регулярного участия в совещаниях. С ведома Ольбрихта Штауффенберг спросил его в конце октября в ставке Верховного командования вермахта, может ли он совершить убийство. После долгого раздумья Штиф отказался, но оставил у себя английскую взрывчатку и детонаторы – материал, который Штауффенберг привез из Берлина.
Судя по всему, в январе 1944 года Штиф снова спросили, может ли он совершить покушение, и он снова отказался, в свое оправдание якобы сказав, что покушение парализует весь аппарат военного управления и существенно затруднит ведение военных действий до запланированных переговоров с противником. 30 января 1944 года ему было присвоено звание генерал-майора.
Полковник Штауффенберг до 6 июля 1944 года надеялся, что Штиф передумает и будет действовать. Несмотря на благоприятную возможность и уже сделанные приготовления по случаю демонстрации обмундирования 7 июля 1944 года в замке Клессхайм под Зальцбургом, Штиф не осуществил покушение на Гитлера.
20 июля 1944 года он снабдил Штауффенберга взрывным устройством и вылетел вместе с ним в Растенбург в ставку фюрера. Сразу же после неудавшегося покушения арестован в Растенбурге вместе с генералом Фельгибелем. 7 августа 1944 года после жестоких пыток в гестапо Штиф, наряду с фельдмаршалом Вицлебеном, генералом Гёпнером и другими участниками июльского заговора, предстал перед Народным трибуналом. Суд под председательством Фрейслера вынес ему смертный приговор. 8 августа он и 7 других обвиняемых были жестоко казнены путем повешания на рояльных струнах в тюрьме Плетцензее в соответствии с пожеланиями Гитлера, заявившего, что он хочет, «чтобы их повесили, как вешают мясо в мясных лавках».

## Награды
- Железный крест (1939) 2-го и 1-го класса
- Немецкий крест в золоте